# Phryxe lateralis
Phryxe lateralis là một loài ruồi trong họ Tachinidae.